# Голберн (Марс)
Гоулберн, також відомий як Гоулберн Скор (англ. Goulburn Scour) — скельне відслонення на поверхні Aeolis Palus, між Peace Vallis і Aeolis Mons («Гора Еоліда»), у кратері Ґейла на планеті Марс. Відслонення було виявлене марсоходом «К'юріосіті» під час посадки на посадці Бредбері (кратер) 6 серпня 2012 року (1-й спуск місії) і назване на честь двомільярдної послідовності гірських порід у Північній Канаді. Приблизні координати місця — 4,59° пд. ш. 137,44° сх. д.
Відслонення являє собою добре відсортований гравійний конгломерат, що містить добре округлі, гладкі, абразивні камінці. Подекуди галька розміром до кількох сантиметрів у поперечнику вкладена в матрицю дрібніших округлих частинок розміром до сантиметра в поперечнику. Це інтерпретується як флювіальний осад, відкладений бурхливим потоком, ймовірно, глибиною від щиколотки до пояса. Цей потік є частиною давнього конусу виносу, яке спускається зі стрімкої місцевості на краю кратера Гейла через його дно.

## Галерея

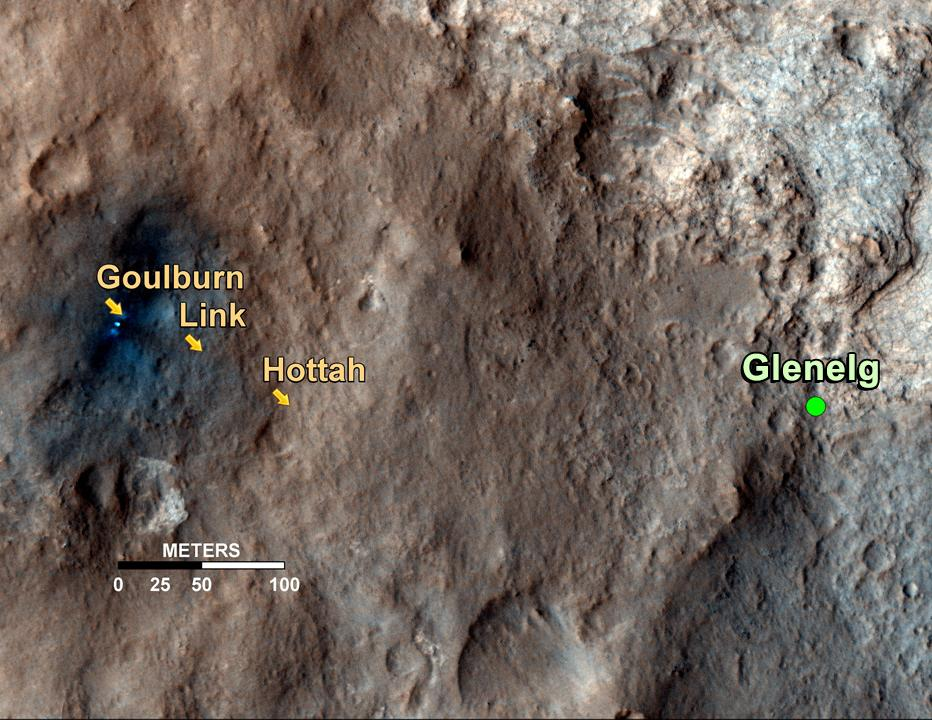
Скельні відслонення Гоулберн, Лінк і Хотта вказують на бурхливу течію води в древньому руслі потоку (27 вересня 2012 року).
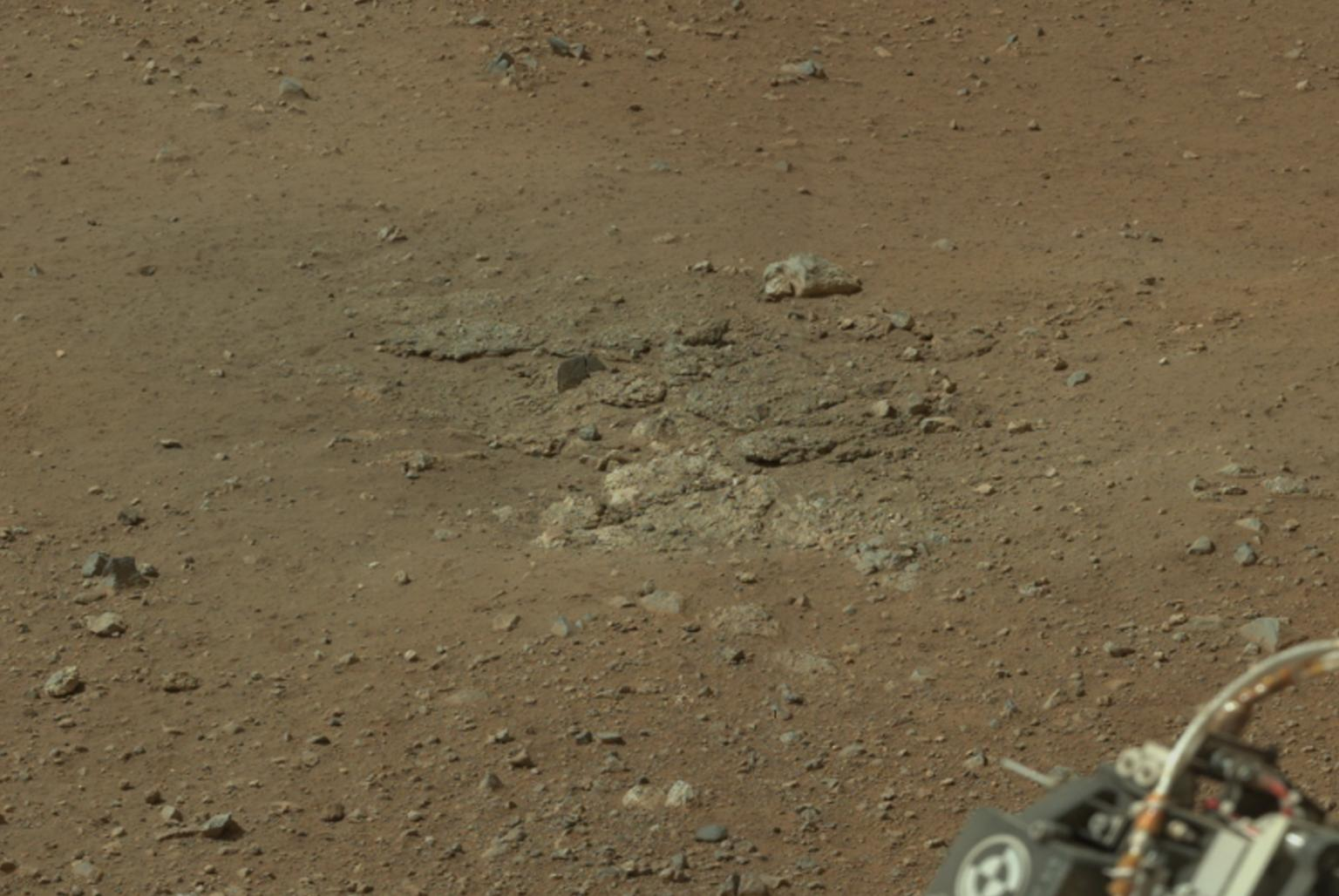
Скельне відслонення Гоулберн на Марсі поблизу місця висадки («посадки Бредбері») марсохода «К'юріосіті» (17 серпня 2012 року).
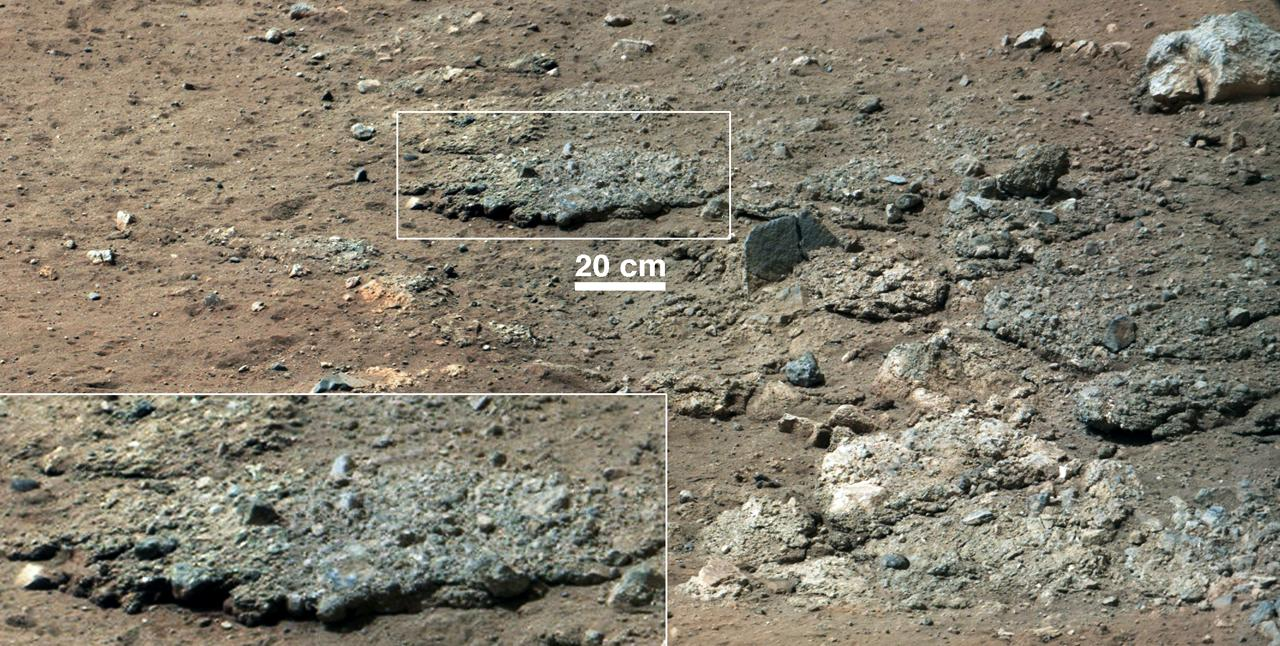
Відслонення скелі Гоулберн на Марсі — древнє русло струмка — зняте марсоходом «К'юріосіті» (17 серпня 2012 року).

Видатні камені на Марсі
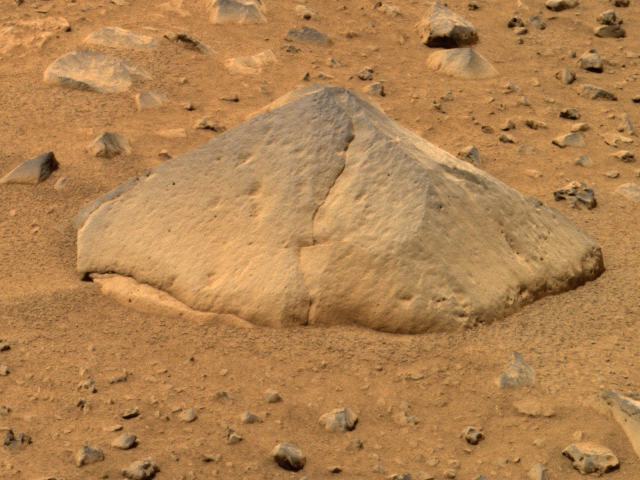
Адірондак        («Спіріт»)
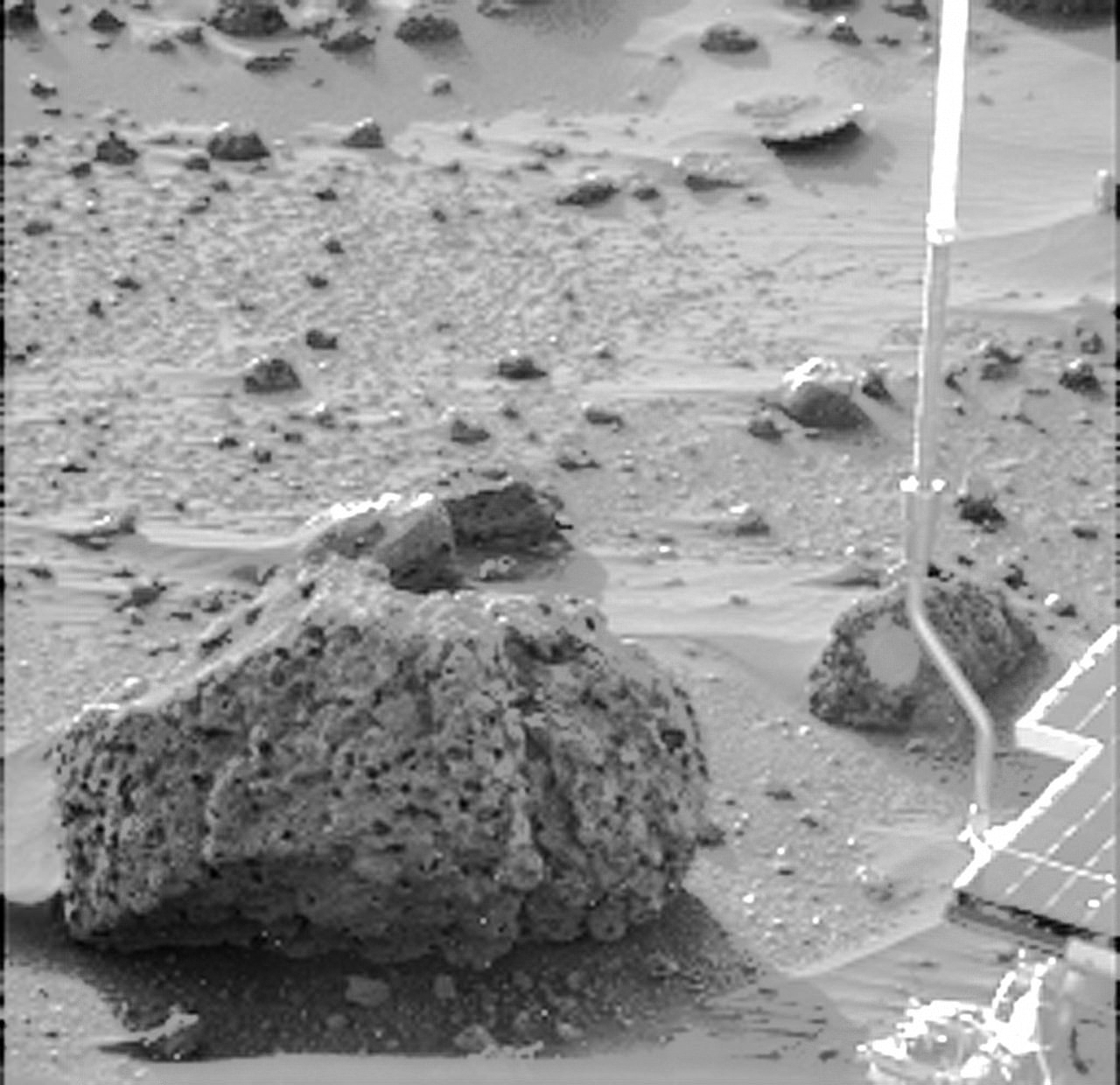
Барнакл-Білл[en]         («Соджорнер»)
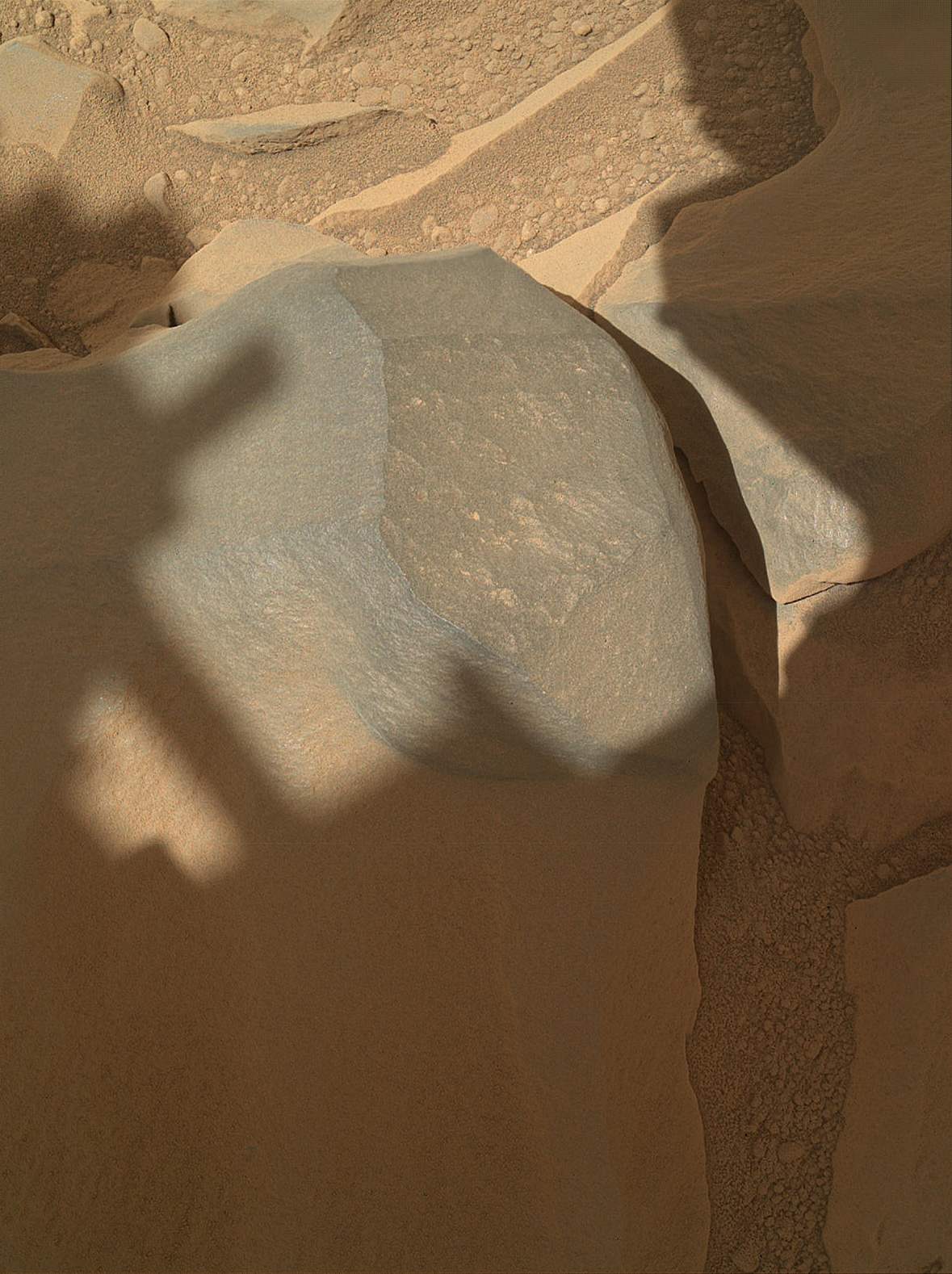
Батерст-Інлет      («К'юріосіті»)
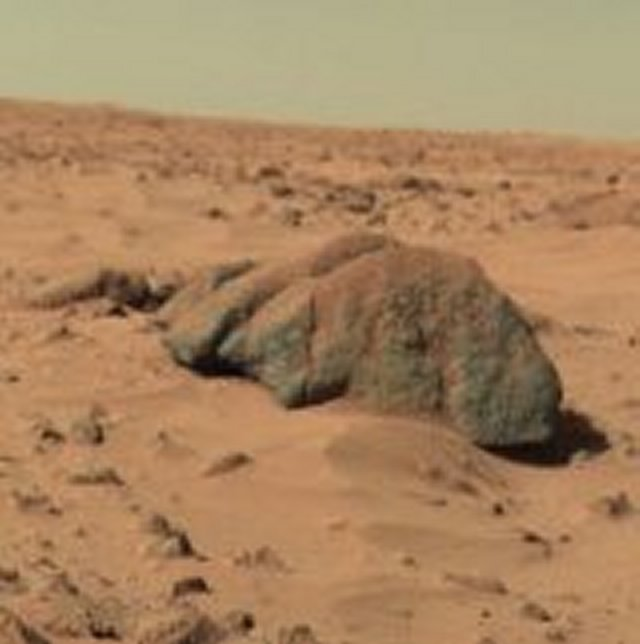
Біг Джо                  («Вікінг-1»)
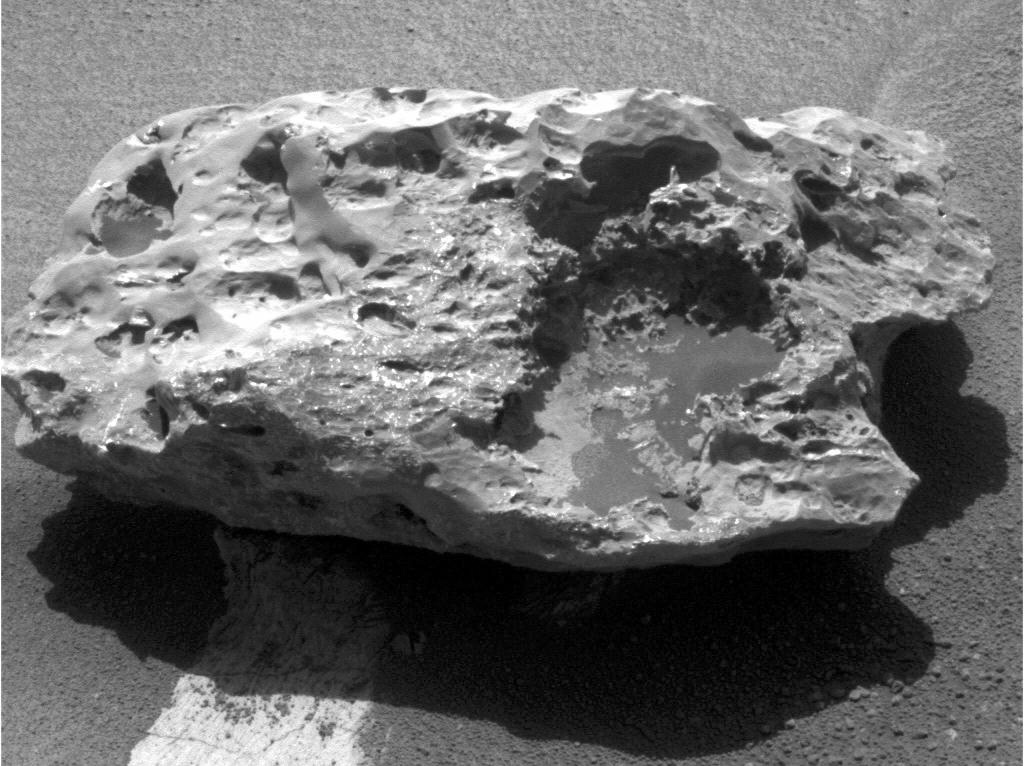
Block Island            («Оппортьюніті»)
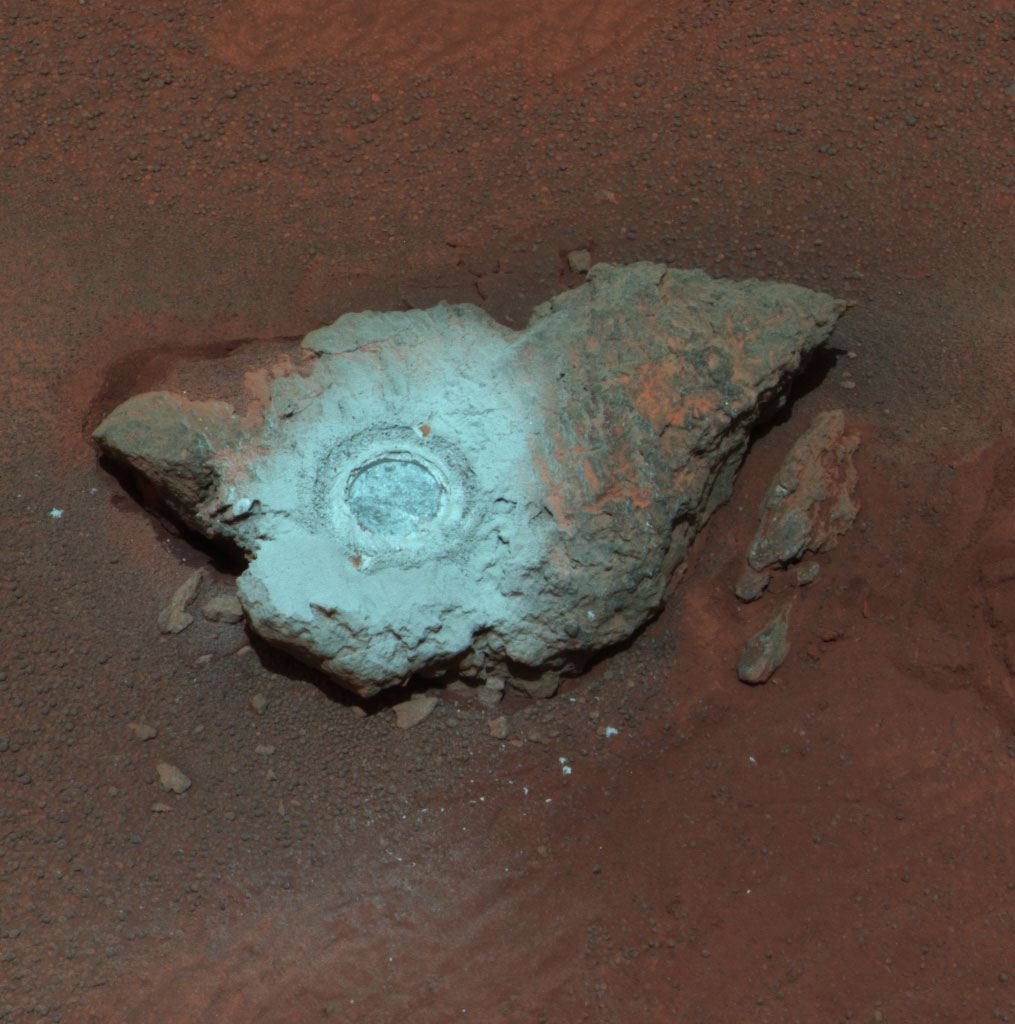
Баунс[en]             («Оппортьюніті»)
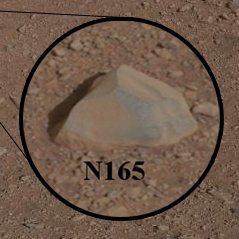
Коронація[en]      («К'юріосіті»)
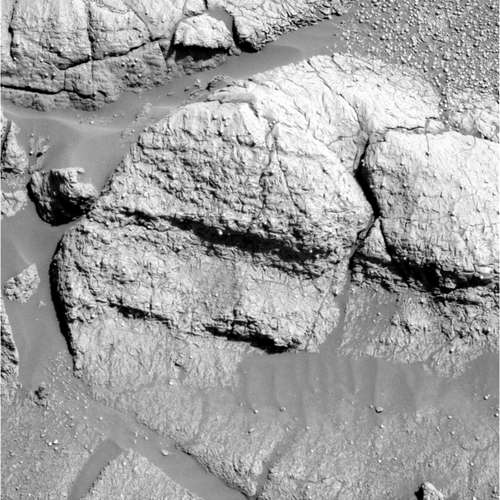
Ель-Капітан          («Оппортьюніті»)
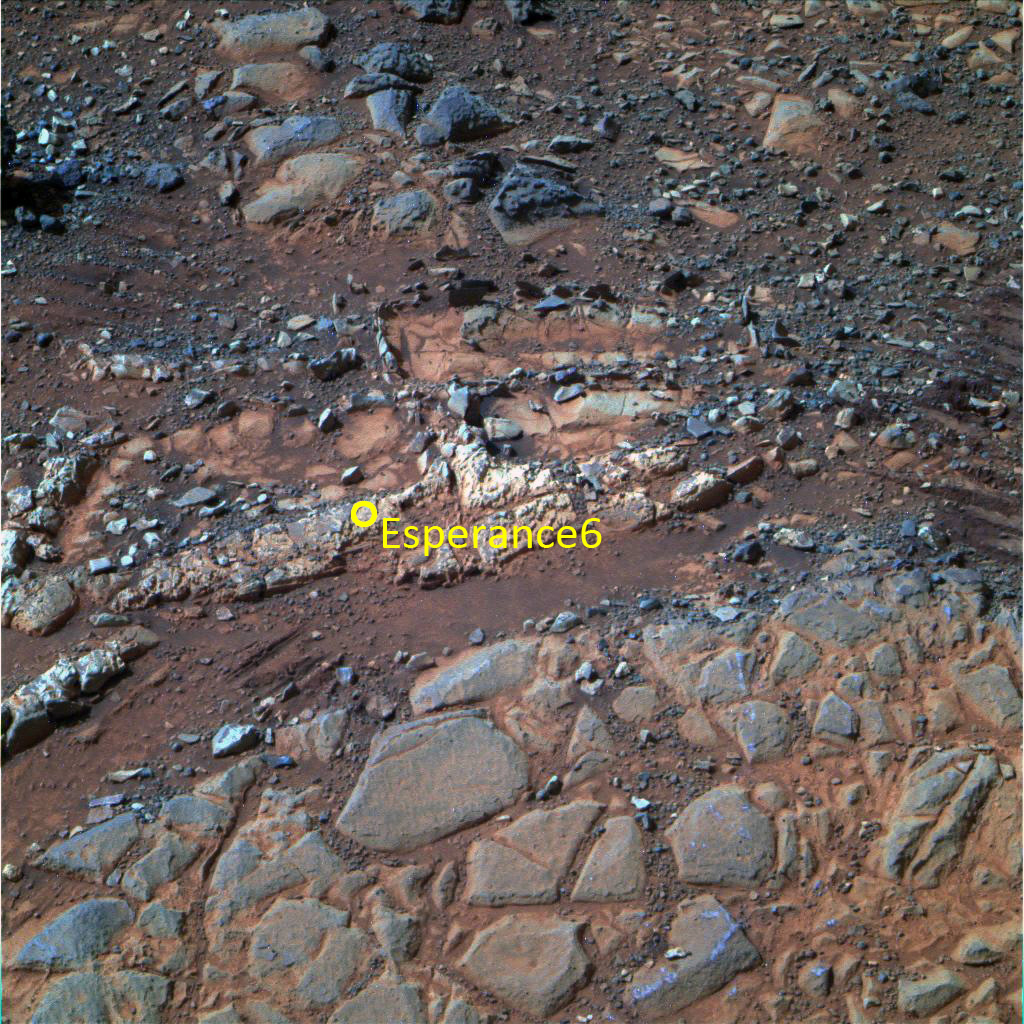
Есперанс              («Оппортьюніті»)
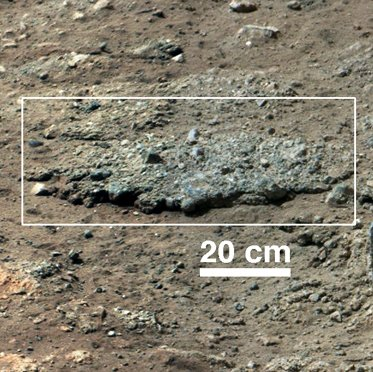
Голберн             («К'юріосіті»)
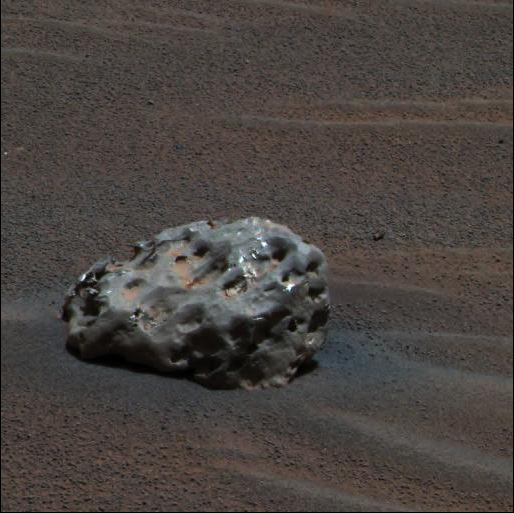
Heat Shield             («Оппортьюніті»)
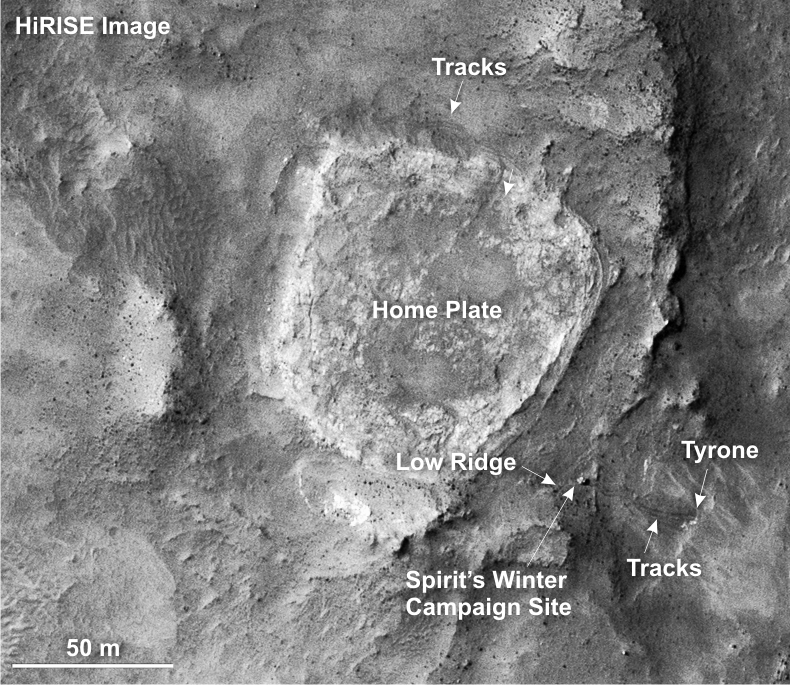
Домашня табличка[en]      («Спіріт»)
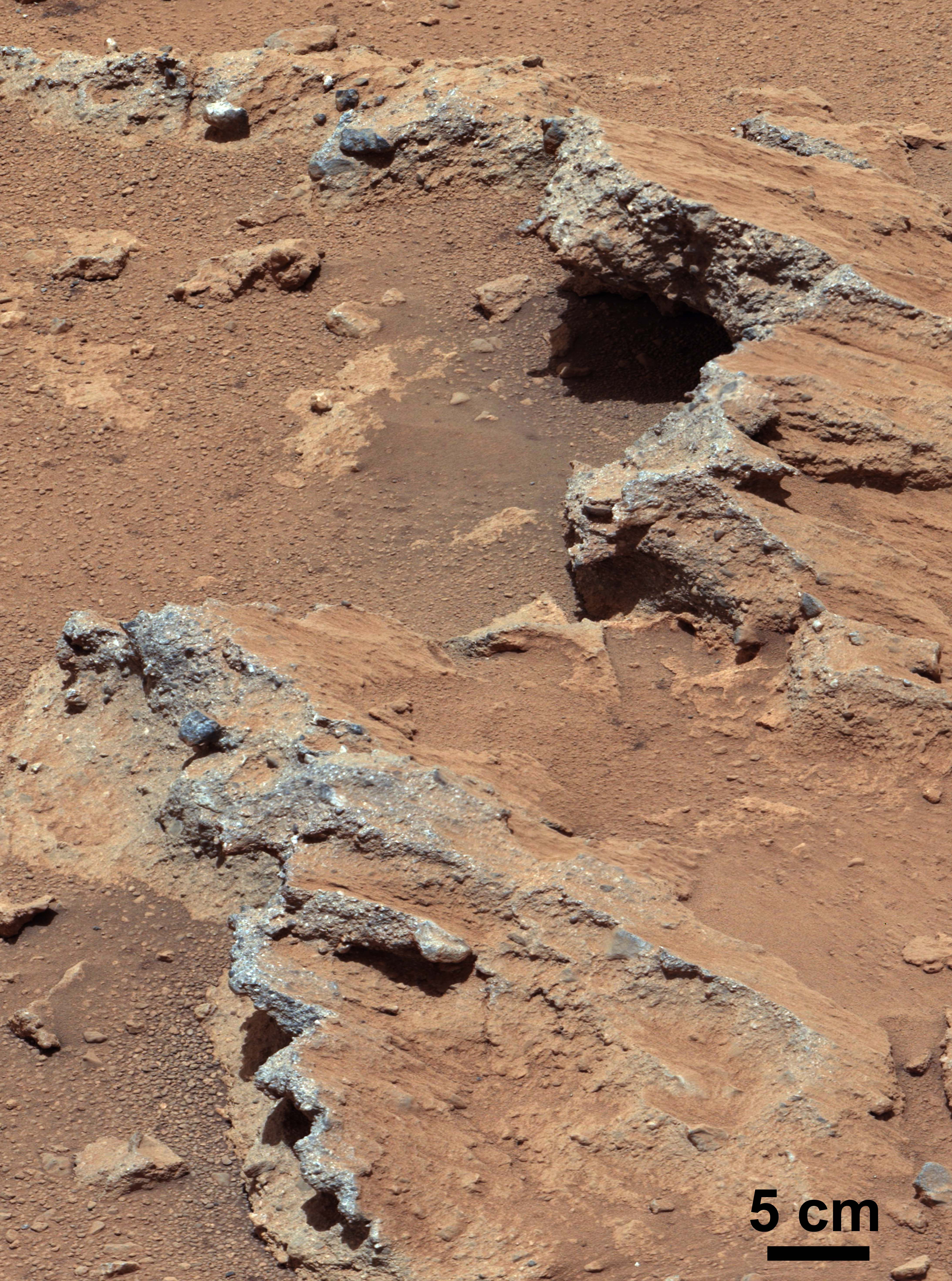
Хотта                  («К'юріосіті»)
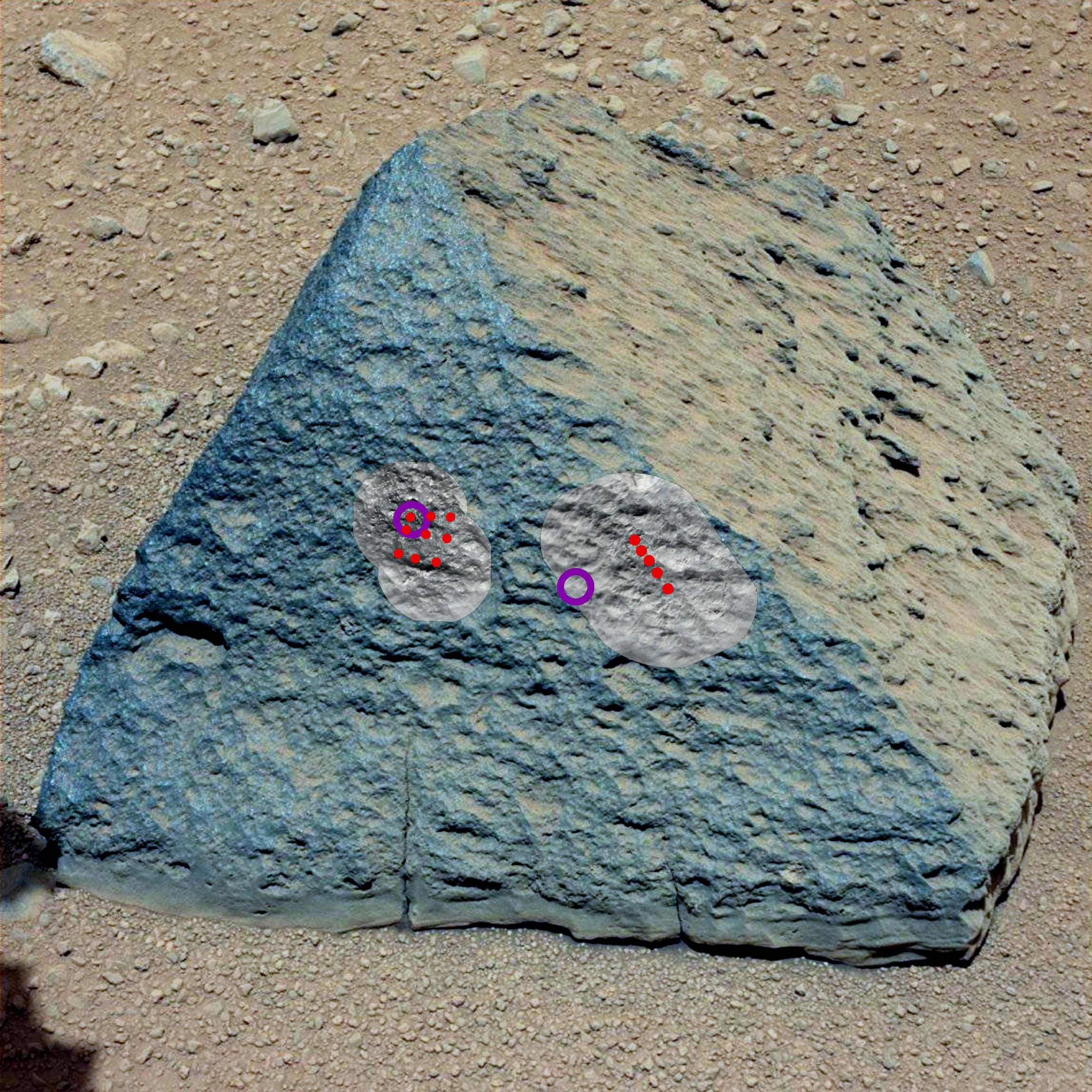
Джейк Матієвич[en]            («К'юріосіті»)
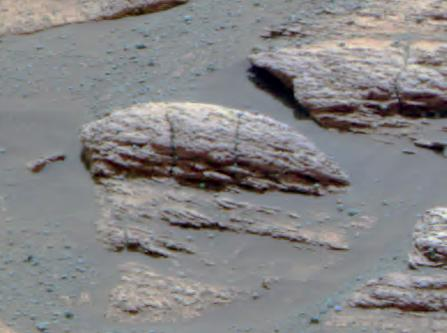
Ласт Ченс         («Оппортьюніті»)
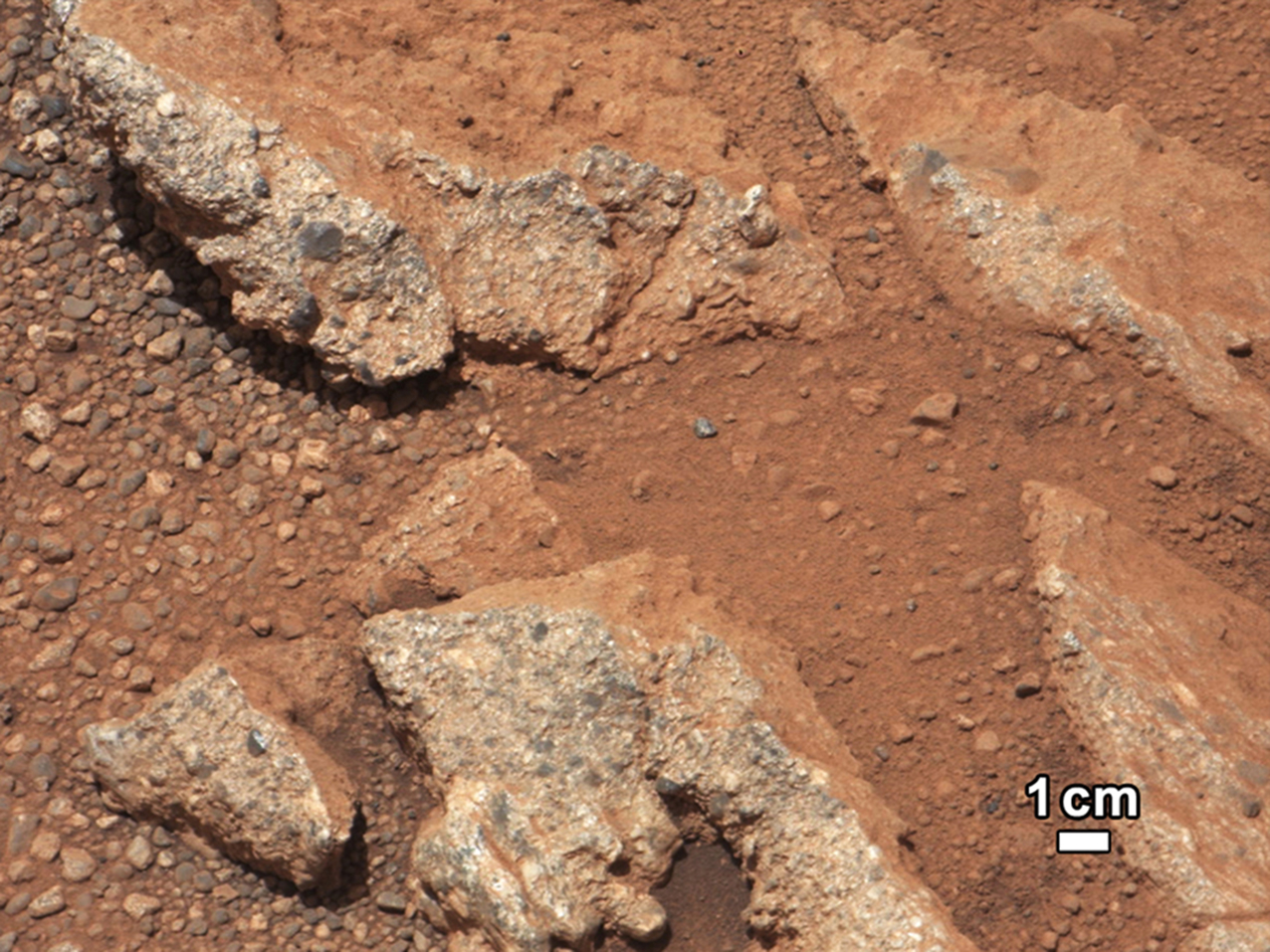
Лінк[en]               («К'юріосіті»)
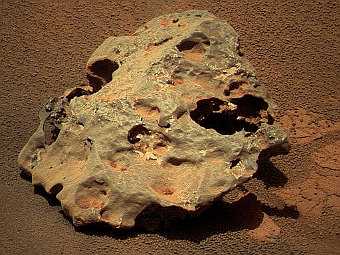
Макіно[en]           («Оппортьюніті»)
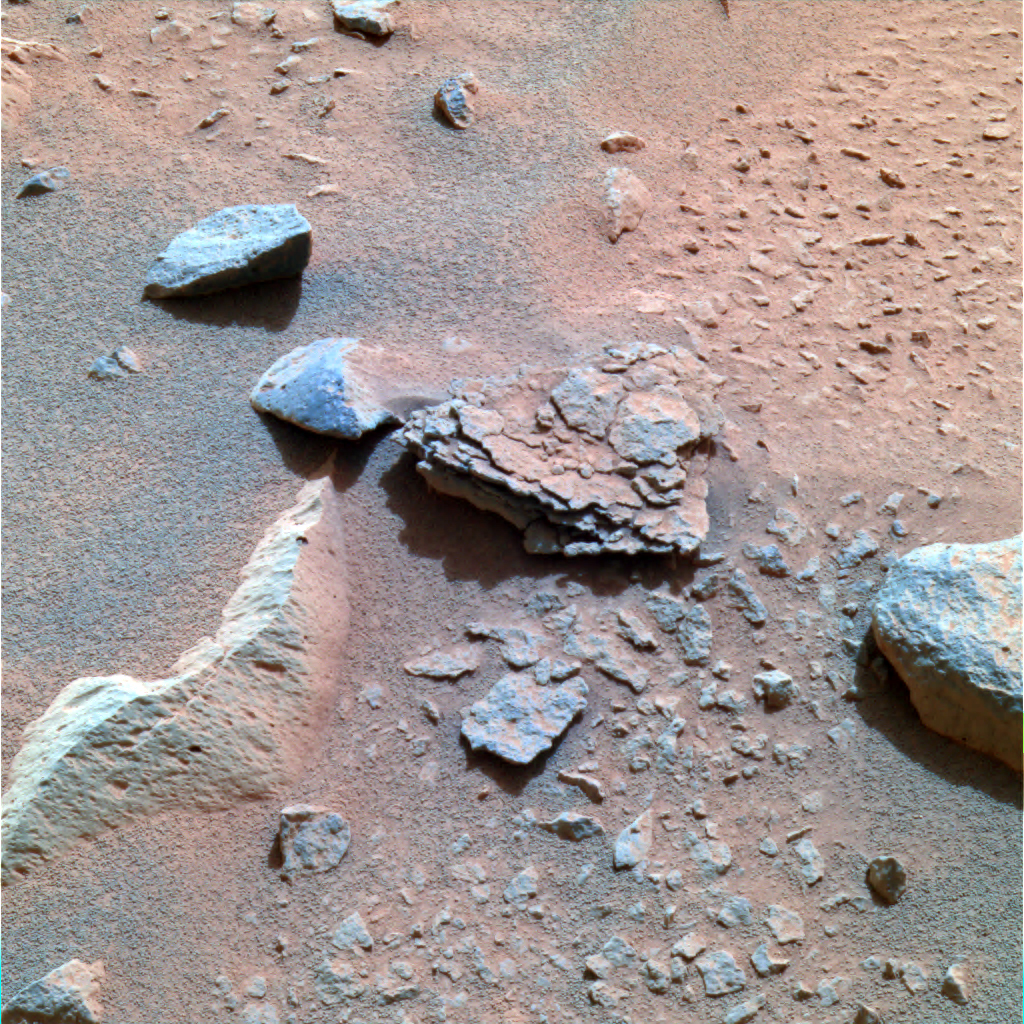
Мімі                    («Спіріт»)
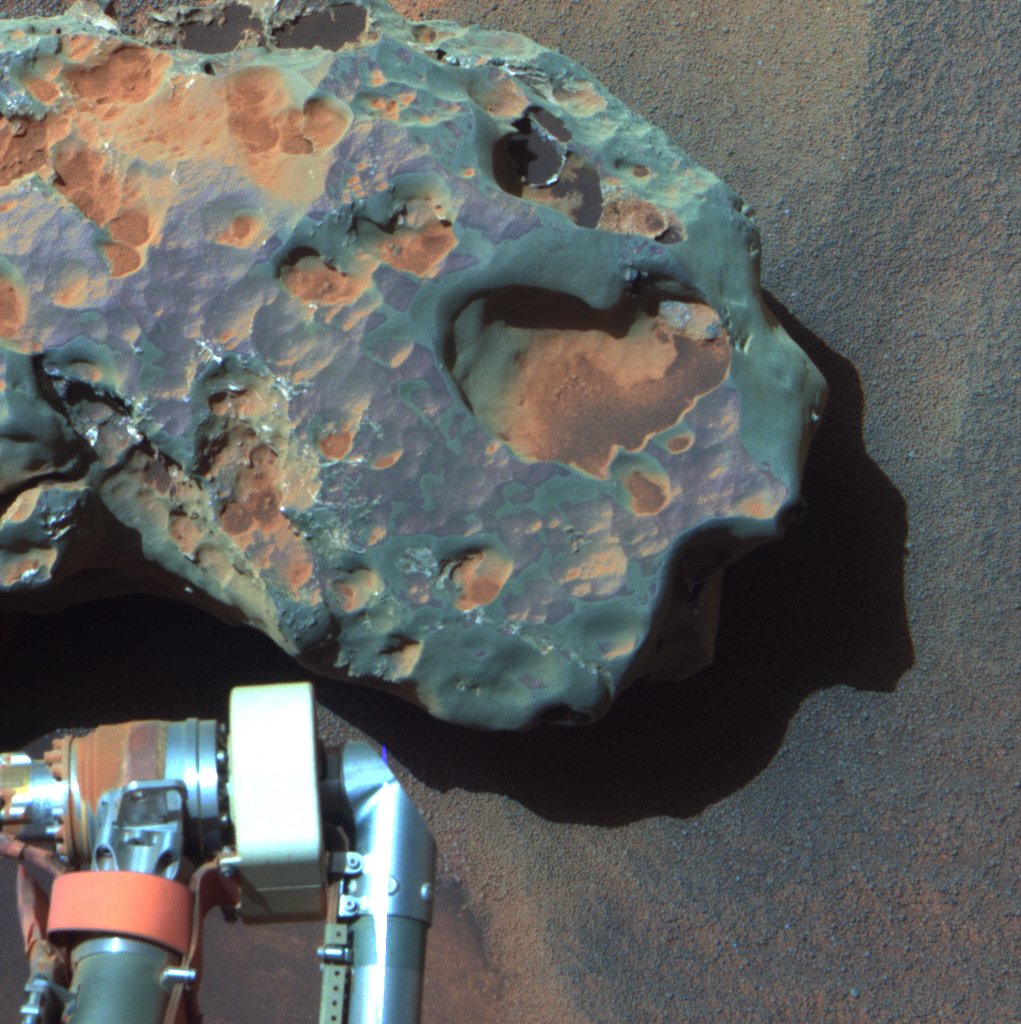
Oileán Ruaidh[en]           («Оппортьюніті»)
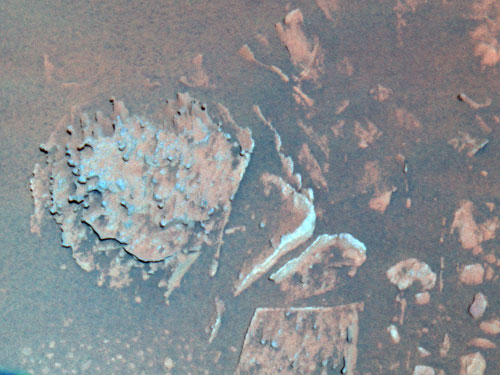
Горщик із золотом         («Спіріт»)
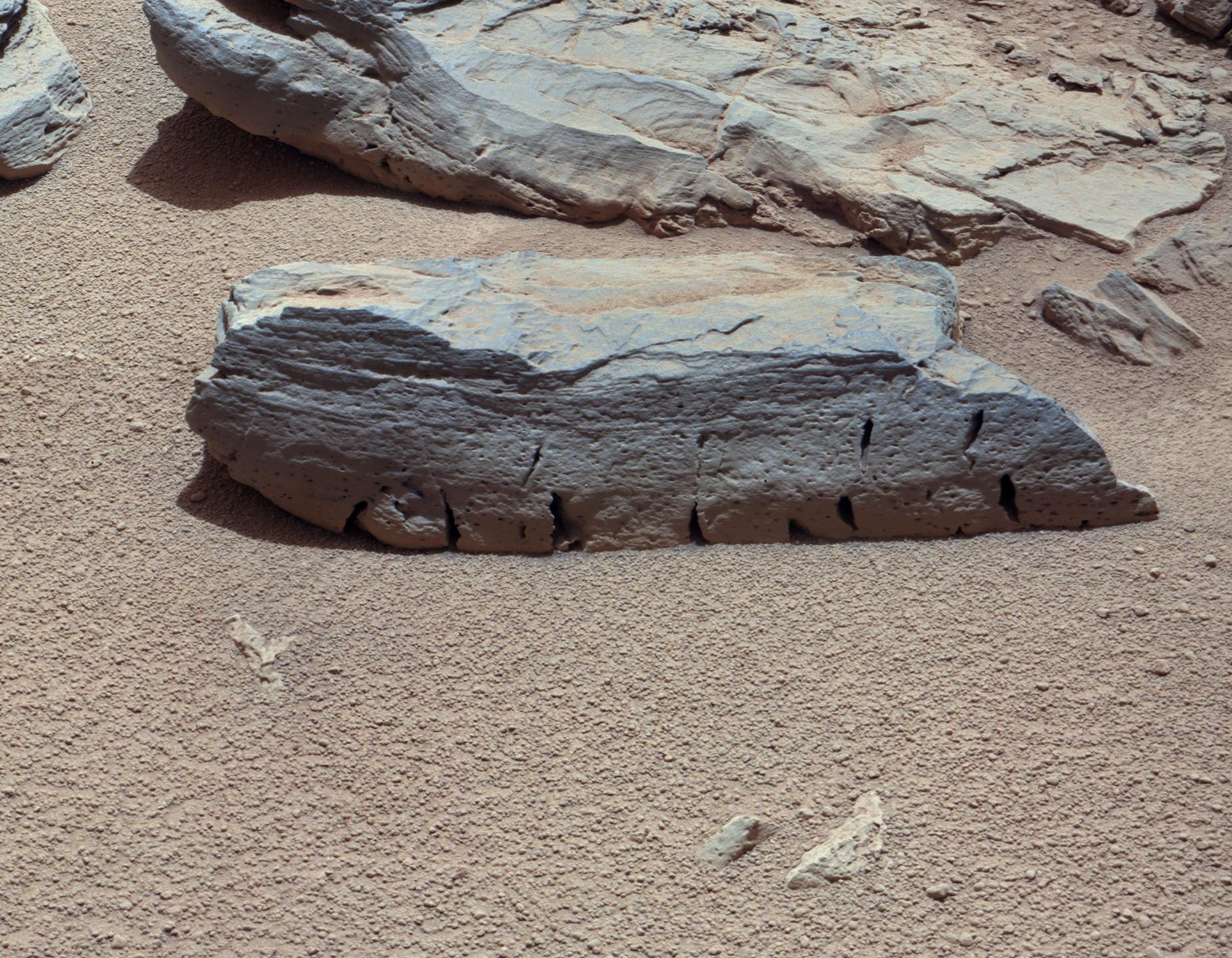
Рокнест 3[en]       («К'юріосіті»)